# Mignovillard
Mignovillard is een gemeente in het Franse departement Jura (regio Bourgogne-Franche-Comté). De plaats maakt deel uit van het arrondissement Lons-le-Saunier. Op 1 januari 2016 fuseerde de toenmalige gemeente Mignovillard met de gemeente Communailles-en-Montagne tot een nieuwe gemeente, eveneens geheten Mignovillard. Mignovillard telde op 1 januari 2016 828 inwoners. 

## Geografie
De oppervlakte van Mignovillard bedroeg op 1 januari 2016 49,81 vierkante kilometer; de bevolkingsdichtheid was toen 16,6 inwoners per km².

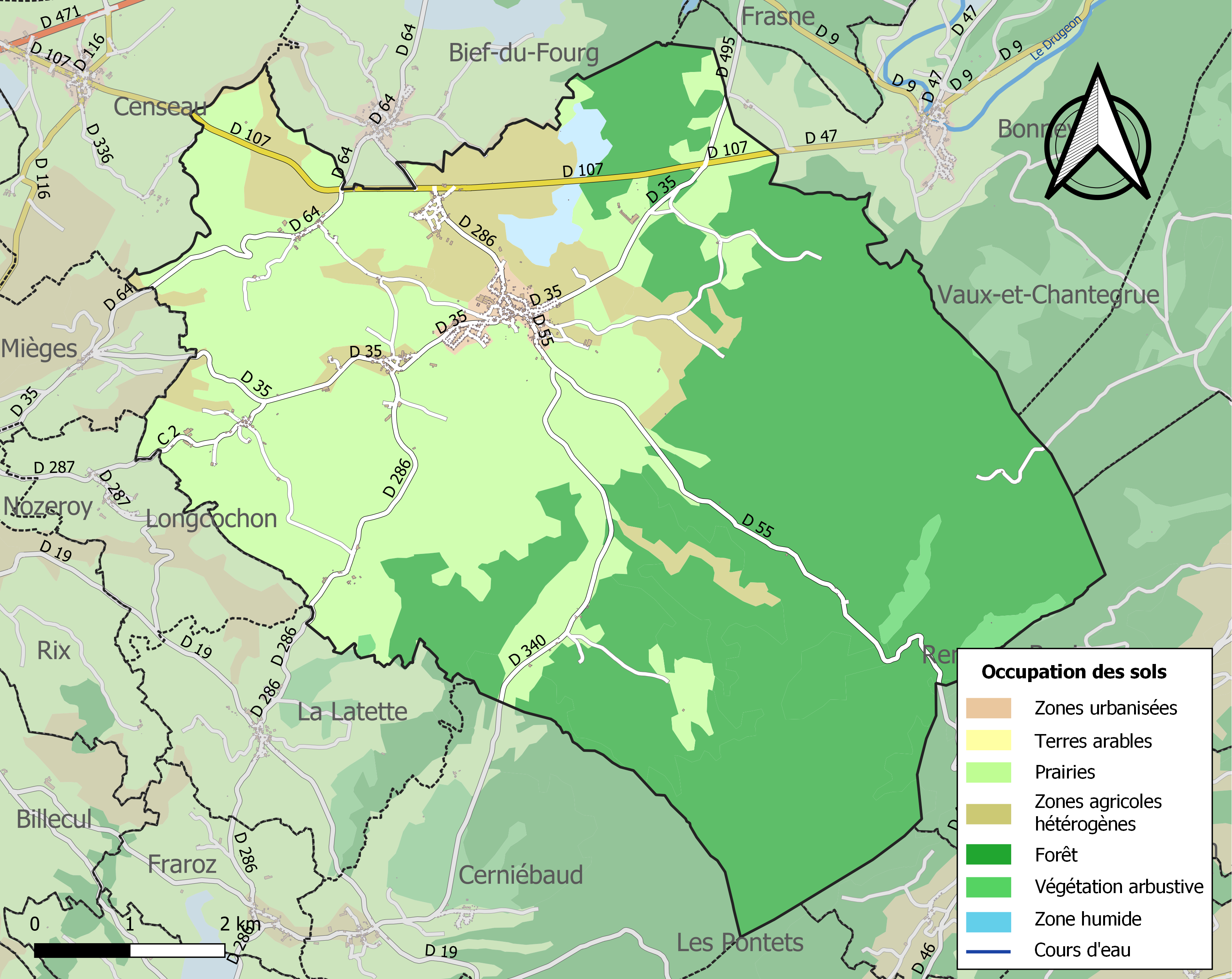
Kaart van de gemeente met de belangrijkste infrastructuur, bodemgebruik en omliggende gemeenten

## Demografie
Onderstaande figuur toont het verloop van het inwonertal (bron: INSEE-tellingen).